# 나이트다이브 스튜디오스
나이트다이브 스튜디오스(영어: Nightdive Studios, LLC)는 미국의 비디오 게임 개발사 및 배급사이다. 2012년 소니 온라인 엔터테인먼트의 직원이었던 비디오 게임 아티스트이 스테픈 킥이 설립했으며, 처음 상호는 나이트 다이브 스튜디오스(Night Dive Studios, LLC)였으나 2016년 현재 사명으로 변경했다.
주요 업무는 저작권이 불분명한 어밴던웨어 비디오 게임들의 판권을 획득해 현대의 컴퓨터 및 가정용 콘솔 플랫폼으로 디지털 재출시하는 것으로, 처음 재출시한 작품은 1999년 일인칭 슈팅 게임 《시스템 쇼크 2》였다.

## 게임

### 오리지널 릴리스
- 시스템 쇼크

### 리마스터 및 개선 포팅
- System Shock: Enhanced Edition
- 퀘이크 (비디오 게임)
- 시스템 쇼크 2